# Ernst Bacon
Ernst Lechler Bacon (26. maj 1898 i Chicago, Illinois, USA – 16. marts 1990 i Orinda, Californien, USA) var en amerikansk komponist,pianist og dirigent.
Bacon studerede på University of California at Berkeley under Ernst Bloch (Komposition), Alexander Raab, (klaver) og Eugene Goossens (direktion).
Han har skrevet over 250 værker heriblandt sange, orkesterværker, 4 symfonier og Korværker.

## Værker
- 4 symfonier
- orkesterværker
- sange
- korværker